# بیرون (فیلم ۲۰۱۷)
بیرون  (به اسلونیایی: Vychladnutie) یک فیلم درام به کارگردانی گئورگی کریستوف محصول سینمای اسلواکی که در سال ۲۰۱۷ منتشر شد. این فیلم برای رقابت در بخش نوعی نگاه هفتادمین جشنواره فیلم کن انتخاب شده است.
فیلم دربارهٔ یک مرد خانواده ۵۰ ساله بنام آگوستون (با بازی ساندور ترهس) است که در شرق اروپا سرگردان است. آگوستون پس از از دست دادن شغل مادام العمر خود در نیروگاه برق یک روستای کوچک در اسلواکی، به عنوان جوشکار در کارخانه کشتی‌سازی در لتونی استخدام می‌شود، سفر به امید یک شغل جدید در واقعیت تبدیل به گردبادی شتاب‌دهنده از رویدادهای پوچ که تمام دارایی‌های آگوستون و همه چیزهایی را که زمانی معتقد بود تمام زندگی‌اش کم می‌کند. با این حال آگوستون از جستجوی درآمد خود دست نمی‌کشد و تصمیم می‌گیرد رؤیای خود را برای صید یک ماهی بزرگ دریایی دنبال کند.